# کنش گروهی

برای یک مثلث متساوی الاضلاع دلخواه، دوران پادساعت‌گرد °۱۲۰ حول مرکز مثلث، هر رأس را به رأس دیگری می‌نگارد. گروه دوری ، شامل دوران‌های °۰ و °۱۲۰ و °۲۴۰ است که روی مجموعه تمام سه رس کنش می‌کند.

در ریاضیات، کنش گروهی (به انگلیسی: group action) روی یک فضا، همریختی گروهی از یک گروه به گروه تبدیلات فضا می‌باشد. به‌طور مشابه، کنش گروهی روی ساختار ریاضیاتی، همریختی گروهی از یک گروه به گروه خودریختی‌های آن ساختار است. گفته می‌شود که گروه روی فضا یا ساختار کنش می‌دهد. اگر گروهی روی یک ساختار کنش داشته باشد، اغلب روی اشیائی که از آن ساختار ایجاد می‌گردند نیز کنش می‌کند. به عنوان مثال، گروه ایزومتری‌های اقلیدسی روی فضای اقلیدسی و همچنین اشکالی که درون آن ترسیم می‌شوند نیز کنش انجام می‌دهد. به‌خصوص، این گروه بر روی تمام مثلث‌ها کنش می‌کند. به‌طور مشابه، گروه تقارن‌های یک چندوجهی روی رئوس، اضلاع و وجوه یک چندوجهی کنش انجام می‌دهد.
کنش گروهی روی فضای برداری متناهی بعدی را نمایش گروهی می‌نامند. این نوع کنش، امکان می‌دهد تا بسیاری از گروه‌ها براساس زیرگروه‌های {\displaystyle GL(n,K)} شناسایی شوند، یعنی گروه ماتریس‌های {\displaystyle n\times n} معکوس‌پذیر روی میدان K.
گروه متقارن {\displaystyle S_{n}} روی هر مجموعه n عضوی، به وسیله جایگشت عناصرش کنش می‌کند. گرچه گروه تمام جایگشت‌های یک مجموعه، به‌طور صوری به خود مجموعه وابسته است، مفهوم کنش گروهی امکان این را فراهم می‌آورد تا جایگشت‌های تمام مجموعه‌های هم‌کاردینال، تنها با یک گروه مورد مطالعه قرار گیرند.